# Dolores Vargas París
Dolores Vargas París, nome completo María Magdalena Dolores Vargas de París y Ricaurte (1800 – 1878). Jovem heroína da independência da Grã-Colômbia, e esposa do General Rafael Urdaneta, primeira-dama da república entre 1830 e 1831, nascida em Santa Fé no ano de 1800. Foi uma das filhas do casamento entre Ignacio de Vargas Tavera e María Ignacia París Ricaurte.

## Ato de Independência
Com apenas 15 anos, Dolores perdeu a mãe, que faleceu em 7 de outubro de 1815, ao dar à luz um filho. Poucos meses depois, depois que o Vice-Reinado de Nova Granada foi restabelecido com a reconquista das Províncias Unidas de Nova Granada pelo Império Espanhol, seu pai e avô José Martin Paris Alvarez foram levados para a prisão por ordem do General Pablo Morillo, deixando Dolores sozinha. para cuidar de seus dois irmãos mais novos: José Ignacio e Teresa. Demonstrando a força que caracterizou muitos de sua linhagem, ela se apresentou perante os tribunais para negociar a libertação de seu pai e avô, em troca de jóias e outros objetos muito valiosos que pertenceram à sua família por gerações; o valor foi de cerca de 40.000 reales. Os espanhóis haviam recentemente reconquistado a nação rebelde e, como retribuição à sua família por ter feito parte dos que instigaram revoltas na região, levaram as joias, mas também enforcaram seu pai e condenaram seu avô à morte por fuzilamento. Ela foi banida da cidade e ordenada a marchar para Facatativa com sua avó Genoveva Ricaurte Mauris. Este ato lhe rendeu o título de heroína entre as pessoas de sua cidade.
Anos mais tarde, após o triunfo das tropas patriotas sobre os monarquistas na Batalha de Boyacá em 7 de agosto de 1819, a sociedade de Santa Fé organizou um ato de entrada triunfal para os vencedores oficiais. Para o ato, Dolores foi designada para colocar a coroa de louros em El Libertador, Simón Bolívar, já que era considerada a mulher mais bonita de Santa Fé, assim como sua mãe e avó antes dela. Ela também foi atribuída a ter "uma estranha simpatia e um talento extraordinário" em virtude do que ela se tornou popular com o ditado "ni por la mocha" ("nem mesmo para o mocha"), o que significa que uma pessoa não tomará uma ação determinada até por amor da mulher mais bonita (aludindo a Dolores que neste caso recebeu o apelido de mocha por ser filha de El Mocho Vargas). Seu pai ficou popularmente conhecido por esse apelido depois de participar duma dança com um sapato que faltava a língua.

## Esposa de Urdaneta
Dolores casou-se com Rafael Urdaneta em Santa Fé, Grã-Colômbia, em 31 de agosto de 1822. Antes da Grã-Colômbia ser dissolvida em 1831, o casamento tinha muita popularidade.

A cerimônia ocorreu na Catedral Primaz de Santa Fé de Bogotá, na qual seus tios-avós Ramón e Antonio París Ricaurte atuaram como testemunhas. Este par marcou época, conforme descrito pelo capitão inglês Charles Stuart Cochrane, que registrou:
"O General Urdaneta e sua esposa são geralmente descritos como elegantes, eles figurariam vantajosamente em nosso mundo social. Ele é um homem particularmente bonito, com uma bela figura, bem educado e das maneiras mais cultas, e no fundo, no que diz respeito ao vestuário, ele é como qualquer um de nossos dândis. Ele é casado com uma senhora muito bonita, da família París, uma das primeiras da cidade. Eu nunca tinha visto atenções mais gentis e afetuosas para um marido inválido, do que as dadas por este ao dela. Ela foi educada em uma boa escola, sob a supervisão de sua avó, a Sra. París. É animado, agradável e ficaria bem em qualquer salão de baile; ela também é uma excelente esposa."
Os momentos de glória cessaram quando seu marido, após assumir a ditadura de Nova Granada, teve que deixar o poder em 1831 e se mudar da Colômbia. Após a dissolução e o estabelecimento de uma ditadura na República de Nova Granada, eles foram forçados a fugir do país. Ao chegar a Maracaibo, Venezuela, cidade natal de Urdaneta, sofreram perseguição do General Paez, que havia sido um dos adversários ideológicos de Bolívar após o fim da Guerra de Independência da Venezuela. Urdaneta e Dolores tinham sido amigos extremamente próximos e leais de Bolívar, então foram forçados a fugir novamente, desta vez para Curaçau. De lá, Dolores escreveu a seus tios em Bogotá para comunicar "mas mil tristezas e infortúnios que nos aconteceram", contando como sua casa foi tirada deles devido a um embargo de cinco mil pesos que nunca deviam, perdendo o "única fazenda que tínhamos para deixar aos nossos filhos". Também comentou como um colombiano de sobrenome Machado havia perdido dois mil pesos que o General Urdaneta lhe emprestara.
Em 1832 eles puderam retornar a Caracas devido a uma licença concedida pelo governo, condicionada à não intervenção do General Urdaneta na política. A família se instalou em Santa Ana de Coro, onde eclodiu uma revolução contra o governo que reabriu as portas da política para Urdaneta, que acabou sendo senador e depois em 1843 ministro da guerra no governo de seu companheiro de batalha, o General Carlos Soublette. Após esse período, as dificuldades econômicas retornaram até que Urdaneta foi nomeado embaixador da Venezuela na Espanha, destino que desfrutou apenas por um mês, antes de morrer devido a complicações de cálculos renais. Dolores conseguiu sobreviver com uma pensão aprovada pelo Congresso venezuelano e cuidou de seus filhos (Luciano, Rafael Guillermo, Otaviano, Amenodoro, Adolfo, Alejandrina, Rosa, Margarita, Susana, Eleázar e Nephtali) até que fossem capazes de alcançar cargos importantes, tornando-se personalidades ilustres da Venezuela.
Morreu em Caracas em 28 de outubro de 1878.

## Genealogia
Árvore genealógica dos antepassados de Dolores Vargas París.
|  |                                                    |  |  |  |  |  |  |  |  |  |  |  |  |  |  |  |
|  | 16.                                                |  |  |  |  |  |  |  |  |  |  |  |  |  |  |  |
|  |                                                    |  |  |  |  |  |  |  |  |  |  |  |  |  |  |  |
|  |                                                    |  |  |  |  |  |  |  |  |  |  |  |  |  |  |  |
|  | 8.                                                 |  |  |  |  |  |  |  |  |  |  |  |  |  |  |  |
|  |                                                    |  |  |  |  |  |  |  |  |  |  |  |  |  |  |  |
|  |                                                    |  |  |  |  |  |  |  |  |  |  |  |  |  |  |  |
|  | 17.                                                |  |  |  |  |  |  |  |  |  |  |  |  |  |  |  |
|  |                                                    |  |  |  |  |  |  |  |  |  |  |  |  |  |  |  |
|  |                                                    |  |  |  |  |  |  |  |  |  |  |  |  |  |  |  |
|  | 4. Ignacio Vargas Uribe                            |  |  |  |  |  |  |  |  |  |  |  |  |  |  |  |
|  |                                                    |  |  |  |  |  |  |  |  |  |  |  |  |  |  |  |
|  |                                                    |  |  |  |  |  |  |  |  |  |  |  |  |  |  |  |
|  | 18.                                                |  |  |  |  |  |  |  |  |  |  |  |  |  |  |  |
|  |                                                    |  |  |  |  |  |  |  |  |  |  |  |  |  |  |  |
|  |                                                    |  |  |  |  |  |  |  |  |  |  |  |  |  |  |  |
|  | 9.                                                 |  |  |  |  |  |  |  |  |  |  |  |  |  |  |  |
|  |                                                    |  |  |  |  |  |  |  |  |  |  |  |  |  |  |  |
|  |                                                    |  |  |  |  |  |  |  |  |  |  |  |  |  |  |  |
|  | 19.                                                |  |  |  |  |  |  |  |  |  |  |  |  |  |  |  |
|  |                                                    |  |  |  |  |  |  |  |  |  |  |  |  |  |  |  |
|  |                                                    |  |  |  |  |  |  |  |  |  |  |  |  |  |  |  |
|  | 2. Ignacio de Vargas Tavera                        |  |  |  |  |  |  |  |  |  |  |  |  |  |  |  |
|  |                                                    |  |  |  |  |  |  |  |  |  |  |  |  |  |  |  |
|  |                                                    |  |  |  |  |  |  |  |  |  |  |  |  |  |  |  |
|  | 20.                                                |  |  |  |  |  |  |  |  |  |  |  |  |  |  |  |
|  |                                                    |  |  |  |  |  |  |  |  |  |  |  |  |  |  |  |
|  |                                                    |  |  |  |  |  |  |  |  |  |  |  |  |  |  |  |
|  | 10.                                                |  |  |  |  |  |  |  |  |  |  |  |  |  |  |  |
|  |                                                    |  |  |  |  |  |  |  |  |  |  |  |  |  |  |  |
|  |                                                    |  |  |  |  |  |  |  |  |  |  |  |  |  |  |  |
|  | 21.                                                |  |  |  |  |  |  |  |  |  |  |  |  |  |  |  |
|  |                                                    |  |  |  |  |  |  |  |  |  |  |  |  |  |  |  |
|  |                                                    |  |  |  |  |  |  |  |  |  |  |  |  |  |  |  |
|  | 5. Inés Tavera Uribe                               |  |  |  |  |  |  |  |  |  |  |  |  |  |  |  |
|  |                                                    |  |  |  |  |  |  |  |  |  |  |  |  |  |  |  |
|  |                                                    |  |  |  |  |  |  |  |  |  |  |  |  |  |  |  |
|  | 22.                                                |  |  |  |  |  |  |  |  |  |  |  |  |  |  |  |
|  |                                                    |  |  |  |  |  |  |  |  |  |  |  |  |  |  |  |
|  |                                                    |  |  |  |  |  |  |  |  |  |  |  |  |  |  |  |
|  | 11.                                                |  |  |  |  |  |  |  |  |  |  |  |  |  |  |  |
|  |                                                    |  |  |  |  |  |  |  |  |  |  |  |  |  |  |  |
|  |                                                    |  |  |  |  |  |  |  |  |  |  |  |  |  |  |  |
|  | 23.                                                |  |  |  |  |  |  |  |  |  |  |  |  |  |  |  |
|  |                                                    |  |  |  |  |  |  |  |  |  |  |  |  |  |  |  |
|  |                                                    |  |  |  |  |  |  |  |  |  |  |  |  |  |  |  |
|  | 1. Dolores Vargas París                            |  |  |  |  |  |  |  |  |  |  |  |  |  |  |  |
|  |                                                    |  |  |  |  |  |  |  |  |  |  |  |  |  |  |  |
|  |                                                    |  |  |  |  |  |  |  |  |  |  |  |  |  |  |  |
|  | 24. Francisco París Martínez                       |  |  |  |  |  |  |  |  |  |  |  |  |  |  |  |
|  |                                                    |  |  |  |  |  |  |  |  |  |  |  |  |  |  |  |
|  |                                                    |  |  |  |  |  |  |  |  |  |  |  |  |  |  |  |
|  | 12. Francisco Vicente París Marín                  |  |  |  |  |  |  |  |  |  |  |  |  |  |  |  |
|  |                                                    |  |  |  |  |  |  |  |  |  |  |  |  |  |  |  |
|  |                                                    |  |  |  |  |  |  |  |  |  |  |  |  |  |  |  |
|  | 25. Isabel Marín Barbero                           |  |  |  |  |  |  |  |  |  |  |  |  |  |  |  |
|  |                                                    |  |  |  |  |  |  |  |  |  |  |  |  |  |  |  |
|  |                                                    |  |  |  |  |  |  |  |  |  |  |  |  |  |  |  |
|  | 6. José Martín París Álvarez                       |  |  |  |  |  |  |  |  |  |  |  |  |  |  |  |
|  |                                                    |  |  |  |  |  |  |  |  |  |  |  |  |  |  |  |
|  |                                                    |  |  |  |  |  |  |  |  |  |  |  |  |  |  |  |
|  | 26. Juan Álvarez Siruelo                           |  |  |  |  |  |  |  |  |  |  |  |  |  |  |  |
|  |                                                    |  |  |  |  |  |  |  |  |  |  |  |  |  |  |  |
|  |                                                    |  |  |  |  |  |  |  |  |  |  |  |  |  |  |  |
|  | 13. Vicenta Álvarez Siruelo                        |  |  |  |  |  |  |  |  |  |  |  |  |  |  |  |
|  |                                                    |  |  |  |  |  |  |  |  |  |  |  |  |  |  |  |
|  |                                                    |  |  |  |  |  |  |  |  |  |  |  |  |  |  |  |
|  | 27. Isabel Martínez Vollero                        |  |  |  |  |  |  |  |  |  |  |  |  |  |  |  |
|  |                                                    |  |  |  |  |  |  |  |  |  |  |  |  |  |  |  |
|  |                                                    |  |  |  |  |  |  |  |  |  |  |  |  |  |  |  |
|  | 3. María Ignacia París Ricaurte                    |  |  |  |  |  |  |  |  |  |  |  |  |  |  |  |
|  |                                                    |  |  |  |  |  |  |  |  |  |  |  |  |  |  |  |
|  |                                                    |  |  |  |  |  |  |  |  |  |  |  |  |  |  |  |
|  | 28. José Salvador Ricaurte León                    |  |  |  |  |  |  |  |  |  |  |  |  |  |  |  |
|  |                                                    |  |  |  |  |  |  |  |  |  |  |  |  |  |  |  |
|  |                                                    |  |  |  |  |  |  |  |  |  |  |  |  |  |  |  |
|  | 14. Rafael Ricaurte Terreros                       |  |  |  |  |  |  |  |  |  |  |  |  |  |  |  |
|  |                                                    |  |  |  |  |  |  |  |  |  |  |  |  |  |  |  |
|  |                                                    |  |  |  |  |  |  |  |  |  |  |  |  |  |  |  |
|  | 29. Francisca Terreros Villarreal                  |  |  |  |  |  |  |  |  |  |  |  |  |  |  |  |
|  |                                                    |  |  |  |  |  |  |  |  |  |  |  |  |  |  |  |
|  |                                                    |  |  |  |  |  |  |  |  |  |  |  |  |  |  |  |
|  | 7. María Andrea Genoveva Ricaurte Mauris de Posada |  |  |  |  |  |  |  |  |  |  |  |  |  |  |  |
|  |                                                    |  |  |  |  |  |  |  |  |  |  |  |  |  |  |  |
|  |                                                    |  |  |  |  |  |  |  |  |  |  |  |  |  |  |  |
|  | 30. Manuel Mauris López                            |  |  |  |  |  |  |  |  |  |  |  |  |  |  |  |
|  |                                                    |  |  |  |  |  |  |  |  |  |  |  |  |  |  |  |
|  |                                                    |  |  |  |  |  |  |  |  |  |  |  |  |  |  |  |
|  | 15. María Ignacia Mauris de Posada Berdalles       |  |  |  |  |  |  |  |  |  |  |  |  |  |  |  |
|  |                                                    |  |  |  |  |  |  |  |  |  |  |  |  |  |  |  |
|  |                                                    |  |  |  |  |  |  |  |  |  |  |  |  |  |  |  |
|  | 31. Liberata Ignacia Berdalles Posada              |  |  |  |  |  |  |  |  |  |  |  |  |  |  |  |
|  |                                                    |  |  |  |  |  |  |  |  |  |  |  |  |  |  |  |
|  |                                                    |  |  |  |  |  |  |  |  |  |  |  |  |  |  |  |